# Brejo do Cruz (kommun)
Brejo do Cruz är en kommun i Brasilien.   Den ligger i delstaten Paraíba, i den östra delen av landet, 1 500 km nordost om huvudstaden Brasília. Antalet invånare är 13 123.
Följande samhällen finns i Brejo do Cruz:
- Brejo do Cruz

Omgivningarna runt Brejo do Cruz är huvudsakligen savann. Runt Brejo do Cruz är det ganska glesbefolkat, med 28 invånare per kvadratkilometer.